# 阿奇·安德鲁
阿奇·安德鲁（英語：Archie Andrews），是美国畅销漫画《阿奇漫画》（Archie Comics）的男主角，由鮑伯·蒙塔那（Bob Montana）和維克·布魯姆（Vic Bloom）所创造，他第一次出现時是在第22期的Pep Comic（1941年12月）。阿奇是个非常成功的虚拟角色，因他自登场以来都很受海外讀者及美国读者欢迎。

## 历史
蒙塔那从1936年至1939年在黑弗里尔念中学，而他的素描簿（也就是记录他在黑弗里尔生活的日记），就是阿奇漫画的真正来源，1946年，蒙塔那在报章上发表了阿奇的连环漫画，一直到他在1975年去世为止。

## 角色简介

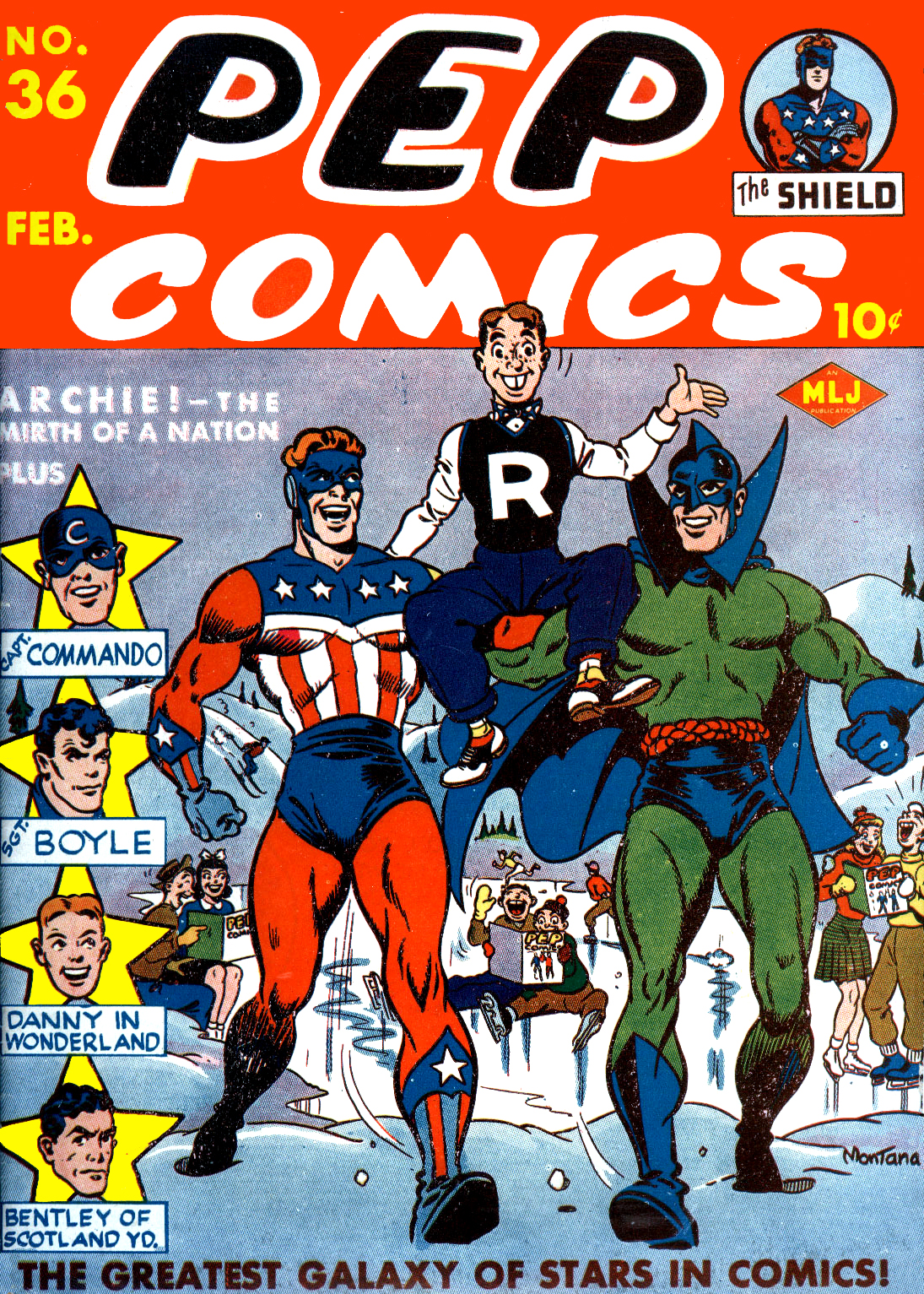

阿奇是名17岁的高中生，父亲叫做弗拉德·安德鲁（Fred Andrews），母亲名为玛丽·安德鲁（Mary Andrews）。他是家中的独生子。阿奇居住在里弗代尔（RiverDale），於里弗代尔中学念书，他是个典型的“小镇男孩”，个性慷慨且有礼貌，但很笨拙。他的兩任女友都很愛他，一个名为维罗妮卡·罗姿（Veronica Lodg），另一个是贝蒂·古柏（Betty Cooper），但只要他遇见“漂亮的女孩子”便会神魂颠倒。此外，阿奇·安德鲁也是阿奇乐团（The Archies）的主唱，他常与维罗妮卡和贝蒂，以及他的好朋友加戈·佐纳斯（Jughead Jonas），还有列奇.曼特尔（Reggie Mantle）一同上台演出。
阿奇的父母亲弗拉德和玛丽都是苏格兰人的后裔，阿奇的内祖父阿提·安德鲁（Artie Andrews）从苏格兰移民到美国时与莫斯·曼森（Moose Manson）来自俄罗斯的祖先非常的友好。阿奇还曾穿上苏格兰传统服装 （也就是苏格兰短裙）和吹风笛（但吹得不是很好）。
而小阿奇（Little Archie，1956年-1990年）系列漫画则是讲诉正处于“青春期前”的阿奇与朋友们的冒险故事。
在2010年的《Life With Archie》系列漫画里，则是讲诉已成年的阿奇在步入社会时的故事，但在2014年4月9日，阿奇漫画公司声明，阿奇。安德鲁将会在第36期的《Life With Archie》（2014年7月）裡，为了救同性恋朋友——凯尔文·克拉尔（Kevin Keller）而挨抢身亡，但阿奇并不会因此消失，他还会继续出现在讲诉阿奇少年时的故事的漫画里。

## 爱好
阿奇非常喜欢运动，棒球、足球以及篮球都难不倒他。虽然他比不上学校里的运动员，例如列奇和莫斯·曼森。此外，阿奇对汽车也有很浓厚的兴趣。

## 跟阿奇有关的电视剧
阿奇漫画曾被改编成卡通片，例如：1990年的《Archie: To Riverdale and Back Again》。 克里斯多弗·理奇为阿奇配音，蘿倫·霍利为贝蒂配音，而凱倫·柯普金斯则为维罗妮卡配音；也曾被改編為電視劇，如2017年的美劇《河谷鎮》（Riverdale），其中阿奇由K·J·阿帕（K.J. Apa）飾演，莉莉·萊茵哈特（Lili Reinhart）飾演貝蒂，而維羅妮卡則由卡蜜拉·曼德斯（Camila Mendes）飾演。

## Sugar Sugar歌曲
在广告上常听见的《Sugar Sugar》这首歌，其实是由漫画里的虚构乐团阿奇乐团演唱的。

## 阿奇漫画里的主要人物

### 维罗妮卡.罗姿(Veronica Lodge)
阿奇的女朋友

### 贝蒂·古柏(Betty Cooper（页面存档备份，存于）)
阿奇的另一个女朋友，由Bob Montana创造，最早出现在第22期的PEP Comics(1941年12月)

### 希兰.罗姿（Hiram Lodge）
维罗妮卡的父亲

### 列奇.曼特尔(Reggie Mantle)
阿奇的情敌

### 加戈·佐纳斯（Jughead Jones）
阿奇最好的朋友

### 迪尔顿.杜尔里(Dilton Doiley)
阿奇漫画里一名个子矮小的角色，但有很聪明的脑袋，是个小发明家。

### 凯尔文.克拉尔(Kevin Keller)
阿奇漫画里的同性恋角色